# William Annesley
William Annesley (1710 – 2. září 1770) byl irský politik a 1. vikomt Glerawly.

## Život
Narodil se roku 1710 jako šestý syn Francise Annesleyho a Elizabeth Martinové. Přes svého otce byl vnukem Francise Annesleyho, 1. vikomta Valentia. Byl členem parlamentu v Irské dolní komoře pro Midleton. Sloužil jako vysoký šerif Downu.
Dne 16. srpna 1738 se oženil s lady Anne Beresfordovou, dcerou Marcuse Beresforda, 1. hraběte z Tyrone. Spolu měli tři děti:
- Francis Annesley, 1. hrabě Annesley (1740–1802)
- Catherine Annesley (1745-1770)
- Richard Annesley, 2. hrabě Annesley (1745–1824)

Zemřel 2. září 1770.